# 김영후 (축구인)
김영후(한국 한자: 金泳厚, 1983년 3월 11일 ~ )는 대한민국의 전 축구 선수이자 현 지도자로 현재 김영후 축구클럽의 감독으로 활동하고 있으며 선수 시절 포지션은 공격수였다.

## 클럽 경력

### 울산 현대미포조선 돌고래
김영후는 중앙대학교사범대학부속중학교, 보인고등학교, 숭실대학교를 졸업하였다. 대학교 졸업 후 2006 K리그 드래프트에 참가하였으나 어떤 팀에도 지명받지 못하였고, 일본 J리그의 제프 유나이티드 이치하라 지바의 입단테스트를 받았으나 실패했다.
결국 내셔널리그의 울산 현대미포조선 돌고래에 입단하여, 2008년 5월 11일 천안시청과의 원정 경기에서 8경기 연속골을 기록하여 내셔널리그 최다 연속골 신기록을 수립하였고, 2008년 9월 20일 천안시청과의 홈경기에서 한 경기 7골을 기록하여 팀의 10-4 대승을 이끌었으며, 3년 동안 내셔널리그에서 63경기에서 60골을 기록하는 등 내셔널리그의 골에 관한 거의 모든 기록을 갱신하였다. 2006년 내셔널리그에서의 활약으로 인하여 신인상을 받게 되었고, 2006년과 2008년 내셔널리그 득점왕에 올랐다. 이러한 활약에 허정무 감독이 국가대표팀 발탁을 고려하기도 했으나 선발되지는 않았다.
2007년 팀을 내셔널리그 우승으로 이끈 뒤, 당시 논의되고 있던 K리그와의 승강제에 대한 기대감을 드러내었으나, 결국 울산 현대미포조선 돌고래의 승격 거부로 무산되고 말았다.

### 강원 FC
2008년 12월 팀의 내셔널리그 2연패를 이룩한 뒤 '2009 K리그 신인 선수 드래프트'에 참가하였고, 2008년까지 울산 현대미포조선 돌고래에서 함께한 최순호가 초대 감독으로 선임된 새롭게 창단된 강원 FC에 우선 지명으로 입단하여 전 소속팀에서 이루지 못한 꿈을 승격의 꿈을 대신하였다. 2009 K리그에서 시즌 초반엔 좀처럼 득점을 기록하지 못하며 주변의 우려를 샀지만 시즌 개막 후 1달만인 4월 11일 전남 드래곤즈와의 경기에서 첫 골을 뽑아냈다. 이후 골 폭풍을 몰아치며 리그 27경기에서 13골 8도움을 기록해 K리그 신인상을 수상하였다.

### 청주 시티 FC
2018시즌을 앞두고 K3리그의 청주 시티 FC로 이적했다.
2018시즌을 마치고 은퇴를 선언했다.

## 플레이 스타일
수비 뒷공간으로 날카롭게 침투해 들어가 탁월한 골 결정력으로 골을 터트리는 타겟형 스트라이커의 전형을 보여준다.

## 수상

### 개인
- 2005년 한국축구대상 대학부 MVP 수상
- 2006년 내셔널리그 9월 MVP 수상
- 2006년 스포츠토토 한국축구대상 신인상 수상
- 2006년 스포츠토토 한국축구대상 득점왕 수상
- 2007년 내셔널리그 MVP 수상
- 2008년 윈저어워즈 한국축구대상 베스트 11 FW부문 선정
- 2008년 내셔널리그 득점왕 수상
- 2009년 K리그 신인상 수상
- 2013년 K리그 챌린지 베스트 11 수상

### 클럽

#### 울산 현대미포조선 돌고래
- 내셔널리그 우승 2회 : (2007, 2008)

#### 경주 한국수력원자력 축구단
- 내셔널리그
  - 우승 1회 : 2017